# Koullouna Lilouataan Lil Oula Lil Alam
Koullouna Lilouataan Lil Oula Lil Alam er Libanons nationalsang med tekst af Rachid Nakhlé og musik af Wadih Sabra.